# Брандт, Виктор Фёдорович
Виктор Фёдорович (Теодорович) Брандт (01.01.1849—23.09.1907) — контр-адмирал Российского императорского флота.

## Служба
В службе с 1866 года. Приказом Е.И.В. генерал-адмирала № 65 от 20 апреля 1869 года выпущен из Морского училища в гардемарины третьим по выпуску. Зачислен в Черноморский флот. В 1871 произведён в мичманы.
В 1872 переведён на Балтийский флот. В 1879 году переведён в Сибирскую военную флотилию. В 1880 году прибыл во Владивосток на пароходе Доброфлота «Россия».
9 ноября 1884 в чине лейтенанта флота назначен временно исполняющим должность старшего офицера клипера «Абрек». 7 января 1885 года утверждён в этой должности с производством в чин капитан-лейтенанта, участвовал в выполнении гидрографических работ в Охотском море и у Шантарского архипелага. Исполнял эту должность до 1886 года. 13 апреля 1886 года произведён в чин капитана 2-го ранга. В этом же году возвращён в Балтийский флот, где прослужил до 1889 года.
В 1887—1889 годах командир миноноски «Нарва», после чего вновь переведён в Сибирскую военную флотилию.
В 1889—1891 годах командовал минным транспортом (шхуной) «Алеут». С 24 октября 1890 года, в дополнение, исполнял обязанности помощника командующего Сибирской военной флотилией.
5 ноября 1891 года назначен командиром канонерской лодки «Манджур», которой командовал до 1893 года. 17 марта 1893 года назначен заведующим Сибирским флотским экипажем. 8 сентября 1893 года возвращён в Балтийский флот.
1 января 1893 года произведён в капитаны 1-го ранга. С 1895 года командир 3-го Флотского экипажа.
В 1897—1903 годах — командир Сибирского флотского экипажа. 28 октября 1903 года отчислен от должности и переведён на Балтийский флот.
5 января 1904 года произведён в контр-адмиралы с увольнением от службы.
Виктор Фёдорович скончался 23 сентября 1907 года. Похоронен на Смоленском лютеранском кладбище в Санкт-Петербурге.

## Награды
- Орден Святого Станислава 2 степени (1891)
- орден Святого Владимира 4-й степени с бантом (1895)
- орден Святой Анны 2-й степени (1899)
- орден Святого Владимира 3-й степени (1902)
- Сохранение ежегодных «столовых» в размере 1395 рублей (1904)